# Парамонова Валентина Костянтинівна
Валентина Костянтинівна Парамонова (13 серпня 1940, Кішкінський район, Куйбишевська область, СРСР — 25 липня 2025, Самара) — передовик транспортної галузі Радянського Союзу і Російської Федерації, водій трамвая в М. П. м.о. Самари «Трамвайно-тролейбусне управління».
Кавалер ордена «За заслуги перед Вітчизною» IV ступеня, ордена Леніна та ордена Трудової Слави III ступеня, почесний громадянин міста Самари.

## Біографія
Народилася 13 серпня 1940 року в радгоспі «Культура» Кішкінського району Куйбишевської області.
Завершивши навчання у школі, працевлаштувалася дояркою у радгоспі «Культура».
1959 року переїхала в обласний центр — місто Куйбишев (нині — Самара).
Працевлаштувалася спочатку ученицею кондуктора в трамвайному управлінні, а потім — ученицею водія трамвая. За всю трудову діяльність на лінії міського транспорту опанувала сім модифікацій трамвая. Професійно вміє керувати трамваєм, що складається з трьох вагонів.
За активну участь у навчанні та вихованні молодих спеціалістів, старанну та передову працю, активну суспільно-політичну діяльність за радянських часів була представлена до нагородження високими державними нагородами: орден Леніна та орден Трудової Слави ІІІ ступеня. У 1987 році вона стала носити звання " Почесний громадянин міста Самари ".
Багаторазово ставала переможницею соціалістичних змагань, їй присвоювали звання «Ударник п'ятирічки».
«За заслуги перед державою, успіхи, досягнуті у праці, науці, культурі, мистецтві, великий внесок у зміцнення дружби та співробітництва між народами» указом Президента Російської Федерації Бориса Єльцина від 10 квітня 1995 року Валентина Парамонова була нагороджена орденом «За заслуги перед Вітчизною» IV ступеня
У 1990-х роках вийшла на пенсію, але продовжувала працювати у трамвайному управлінні. Працювала технічним контролером ухилу, перевіряла стан гальм трамвайного вагона.
Померла 25 липня 2025 року у віці 84 років у Самарі.

## Нагороди та звання
- Орден «За заслуги перед Вітчизною» IV ступеня (10.04.1995)
- Орден Леніна
- Орден Трудової Слави ІІІ ступеня
- Медаль «В ознаменування 100-річчя від дня народження Володимира Ілліча Леніна»
- Почесний громадянин міста Самари